# Madsen M50
Il Madsen M50 è un mitra prodotto nel 1950 dalla DISA danese.

## Sviluppo
Lo sviluppo dell'arma fu determinato dal tentativo di produrre una mitragliatrice leggera a basso costo in sostituzione della Madsen M45, la quale era troppo complessa e costosa per essere venduta agevolmente. Ciò portò alla costruzione iniziale della Madsen M46, successivamente evolutasi nella M50.

## Tecnica
L'economicità della produzione dell'arma risiedeva nel fatto che l'impugnatura a pistola, il castello e il bocchettone del serbatoio erano ricavati tramite stampaggio da due pezzi di lamiera che venivano poi incernierati posteriormente. Le due sezioni e la canna erano poi fissate assieme da un dado cilindro/tronco-conico che, investito sulla canna, si avvita frontalmente sulla parte anteriore del castello. Nella stessa parte dove le due parti sono unite è incernierato anche il calcio pieghevole realizzato con un tubo di ferro. Il mirino è collocato sulla parte anteriore del castello mentre la tacca, che in realtà è una diottra, è fissata dalla parte opposta.
La canna presenta al livello della camera di scoppio un risalto anulare che si incastra in alcuni recessi semilunari presenti nelle due metà del castello. In questo modo, quando il dado di chiusura è in sito, la canna stessa risulta saldamente vincolata al resto dell'arma. Un apposito incavo praticato nel vivo di culatta viene a coincidere con un'aletta sporgente dalla metà sinistra del castello, aletta che funge anche da espulsore, e questa sistemazione impedisce ogni eventuale rotazione della canna stessa.
La massa battente è di forma parallelepipeda e presenta sulla superficie posteriore un grosso foro in cui penetra la porzione anteriore del mollone di recupero. Anteriormente sono situati sia l'incavo circolare destinato a fornire sostegno al fondello della cartuccia, che il percussore, il quale è fisso ma sostituibile previa estrazione di una spina laterale. L'estrattore è alloggiato nella superficie destra mentre da quella superiore porge il pomolo cilindrico di armamento. Il sistema di scatto consiste nel grilletto e nello scatto con le rispettive molle.
Esistono due sistemi di sicurezza, una manuale e una automatica. La prima, posta sul lato sinistro dell'arma, funziona solo con la massa battente armata e, se inserita, blocca lo scatto vincolando saldamente la massa battente stessa. La seconda consiste invece in una leva che sporge dietro il bocchettone del serbatoio. Con la sua porzione interna impedisce qualsiasi movimento in avanti della massa battente intercettandola inesorabilmente ed evitando così ogni sparo non intenzionale. Per disinserirla è sufficiente spingerla in avanti quando si afferra l'arma, con la mano sinistra, attorno al bocchettone.
I caricatori possono contenere 32 cartucce.